# Friedrich Lengfeld
Le lieutenant Friedrich Lengfeld (29 septembre 1921 - 12 novembre 1944) était un soldat de la Wehrmacht pendant la Seconde Guerre mondiale. Il était commandant de compagnie de la 2e compagnie du bataillon de fusiliers de la 275e division d'infanterie, connu pour avoir sacrifié sa vie en essayant de sauver un soldat américain blessé qui avait marché sur une mine anti-personnelle.

## Biographie
Lengfeld est né le 29 septembre 1921 à Grunwald, Voïvodie de Varmie-Mazurie. Ses parents et son éducation sont inconnus. On sait peu de choses sur son début de carrière militaire, si ce n'est que l'inscription de sa plaque d'identité (n° 1406 1. Geb. Pointe. Ers. Btl.98)  suggère qu'il appartenait à l'état-major du Gebirgsjäger-Ersatz-Bataillon I./98 à Mittenwald, qui faisait partie de la 8th Mountain Division. Lengfeld a été blessé plusieurs fois sur le front de l'Est et a reçu plusieurs récompenses.
En 1944, Lengfeld est affecté à la 275e Division d'Infanterie établie en France. Lengfeld était commandant de la 2e compagnie du bataillon divisionnaire de fusiliers de la 275e division d'infanterie lors des combats de la bataille de la forêt de Hurtgen. Celui-ci a été utilisé en novembre 1944 autour du champ de mines (Wilde Sau) et de la maison du forestier Hürtgen. Dans l'après-midi du 2 novembre 1944, les troupes allemandes construisent une ligne de défense qui mène du champ de mines de Wilde Sau au côté ouest de la route. Un nid de mitrailleuses protège l'allée déminée (elle mène aujourd'hui au cimetière).
La voie d'approvisionnement des troupes américaines est l'ancienne Zweifaller Straße, par laquelle les véhicules lourds à chenilles peuvent être amenés au front pendant les combats. L'attaque du 109e Régiment d'Infanterie américain sur Hürtgen, qui commence le 2 novembre 1944, est stoppée par les Allemands dans la zone du champ de mines.
Le 3 novembre, la 116e Panzer Division "Greyhounds" reprend le front entre Schmidt et Hürtgen. Le 4 novembre, les contre-attaques des forces armées américaines commencent. De violents combats font rage entre Vossenack et Schmidt, accompagnés de frappes d'artillerie et de batailles de chars. L'United States Army Air Corps prend part aux combats au sol en raison de sa supériorité aérienne, mais doit interrompre le soutien aérien en raison du très mauvais temps. Après de lourdes pertes du 109e Régiment d'Infanterie, le front est repris par le 12ème Régiment d'Infanterie de la 4ème Division d'Infanterie les 7 et 8 novembre.
Le lieutenant Lengfeld et son messager, Hubert Gees, mènent une patrouille jusqu'à un avant-poste américain qui n'a pas encore été repris par l'armée américaine. Le 10 novembre, vers midi, les commandants allemands ouvrent un bombardement d'artillerie lourde d'une demi-heure à la tête de la forêt et sur la ligne de front américaine au sud-ouest de Hürtgen. C'est une nouvelle tentative pour repousser les Américains. La compagnie du lieutenant Lengfeld est assiégée par les troupes américaines. La maison du forestier, d'importance stratégique, a changé de mains plusieurs fois au cours des batailles.
Dans la nuit du 12 novembre, les troupes américaines reprennent brièvement la loge forestière de Hürtgen, mais sont repoussées par les Allemands dans la matinée. Au matin du 12 novembre 1944, les soldats allemands entendent des appels à l'aide et des cris de douleur provenant du champ de mines de Wilde Sau . C'est un soldat américain blessé qui appelle à l'aide sur le talus de la route de l'Est, au milieu du no man's land entre les lignes de front . Le lieutenant Lengfeld donne l'ordre de ne tirer en aucun cas sur les médecins américains qui pourraient s'approcher, afin qu'ils puissent secourir et soigner le soldat blessé. Les appels à l'aide du soldat blessé se poursuivent pendant après des heures, vers 10h30 le lieutenant Lengfeld ordonne à ses propres ambulanciers de former une équipe de secours. Il conduit cette troupe sous le symbole de la Croix-Rouge devant ses propres mines de chars dont l'emplacement est relativement facile à voir. Lorsque Lengfeld traverse la rue au niveau du soldat américain grièvement blessé, il marche sur une mine anti-personnelle. Elle lui cause de graves blessures internes. Il est emmené par un sous-officier légèrement blessé au poste de secours de Lukas Mill puis au poste de secours principal de Froitzheim, où son décès est constaté. Friedrich Lengfeld repose au cimetière militaire de Düren-Rölsdorf (sépulture définitive : tombe 38).

## Héritage
L'Association des anciens combattants du 22e Régiment d'Infanterie américain de la 4ème Division d'Infanterie a érigé un mémorial en son honneur le 7 octobre 1994 au cimetière d'honneur de Hürtgen. Ceci et le mémorial en l'honneur de Karl-Heinz Rosch aux Pays- Bas sont les seuls mémoriaux connus pour les soldats allemands de la Wehrmacht qui ont été érigés par les opposants de l'époque.

### L'autre soldat
Il n'y a aucune information fiable sur l'identité et le sort du soldat américain blessé dans le champ de mines,. Le témoin oculaire et journaliste de Friedrich Lengfeld, Hubert Gees, déclare dans son rapport que le GI blessé aurait pu avoir été transporté. Cependant, cette première impression ne correspond pas à un triage médical approfondi. Gees spécule dans son rapport que le soldat américain blessé a pu se sauver jusqu'aux lignes américaines avant que la zone ne soit reprise par la Wehrmacht allemande le 13 novembre 1944.

## Galerie

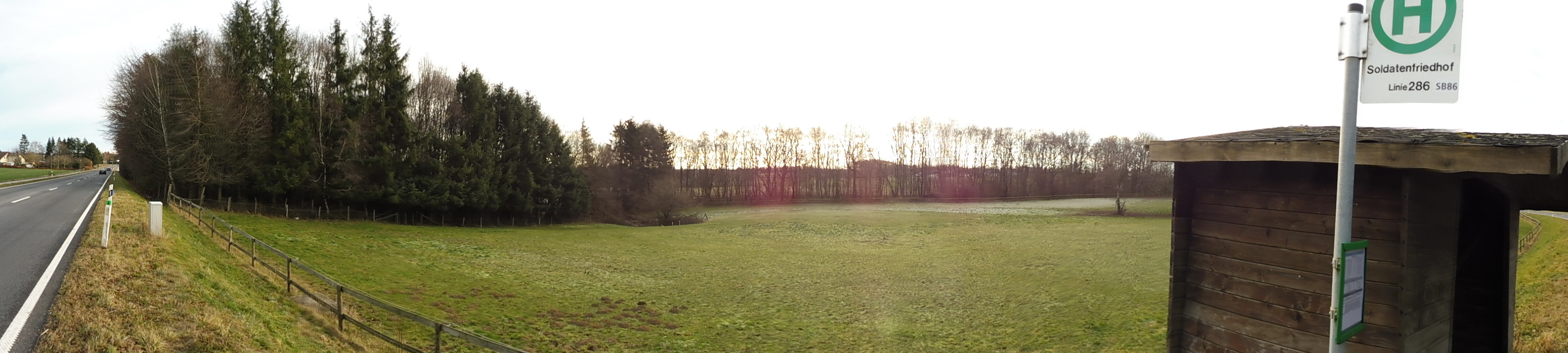
Lieu de l'accident de Friedrich Lengfeld près du cimetière de guerre de Hürtgen. Le soldat américain blessé gisait à l'orée de la forêt près de la route. L'équipe de secours allemande a traversé la rue par la gauche (B399 - Höhenstraße 110, 52393 Hürtgenwald).
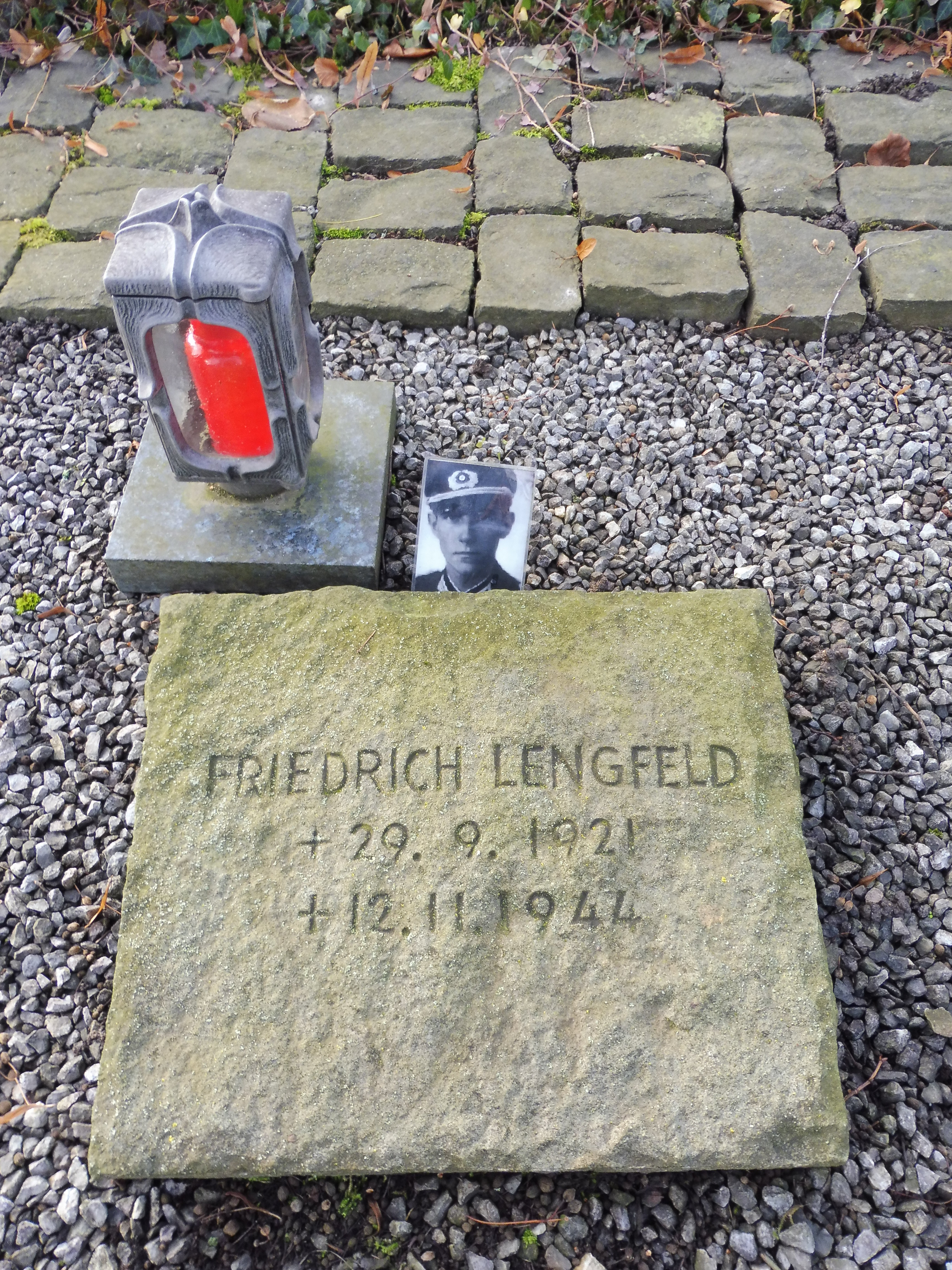
Lieu de sépulture avec le portrait de Friedrich Lengfeld sur le cimetière de guerre (cimetière de Düren-Rölsdorf)
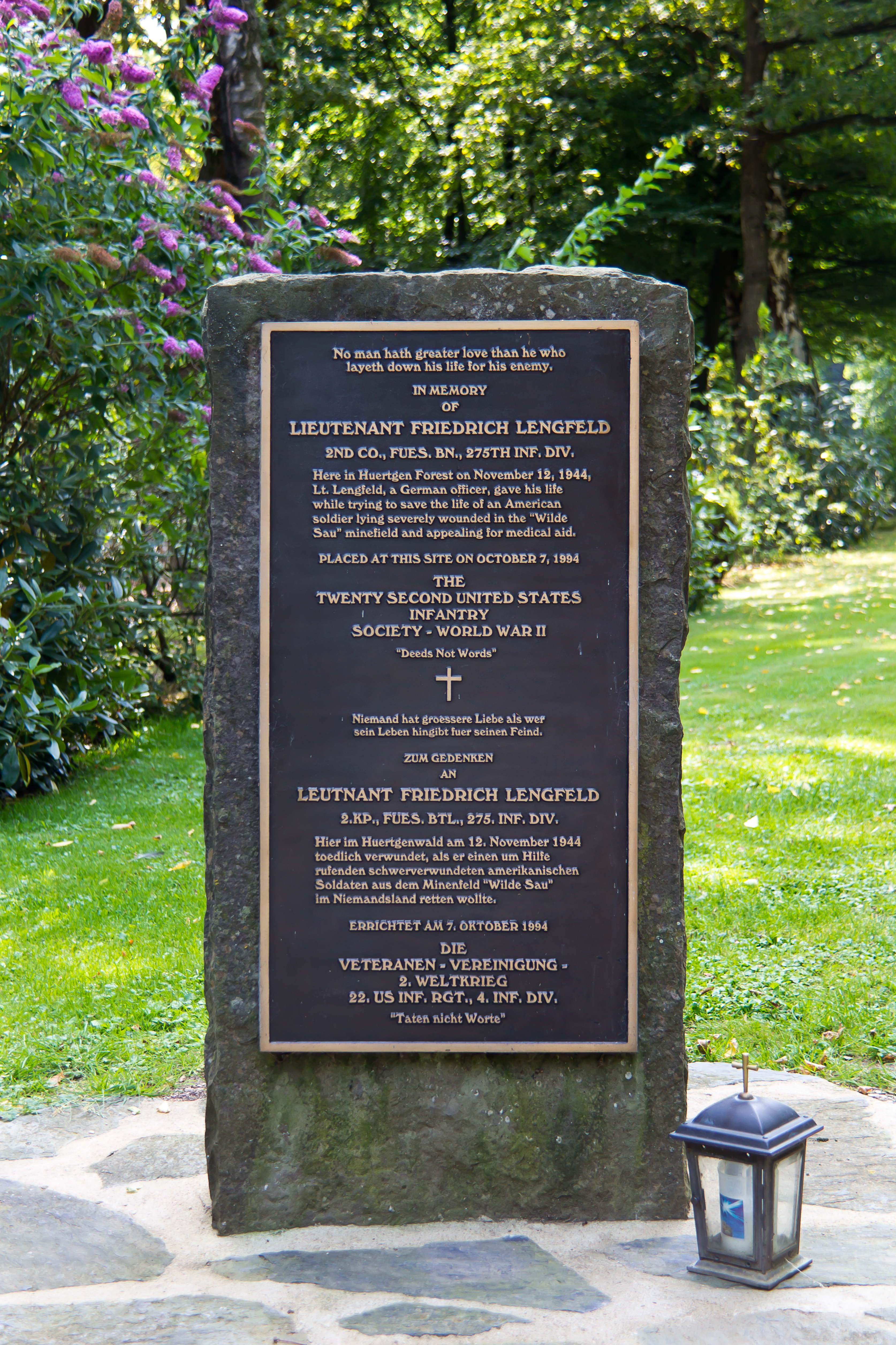
Stèle en hommage à Friedrich Lengfeld sur le cimetière de guerre de Hürtgen